# Paola Andino
Paola Nicole Andino (sinh ngày 22 tháng 3 năm 1998)  là một nữ diễn viên người Mỹ được biết đến với vai chính Emma Alonso trong loạt phim Nickelodeon, Every Witch Way.

## Tiểu sử
Andino sinh ra ở Bayamón, Puerto Rico, và chuyển đến Dallas, Texas, khi mới ba tuổi cùng với bố mẹ và anh trai. Khi còn nhỏ, cô đã khiêu vũ cạnh tranh với tư cách là thành viên của Studio khiêu vũ Footlights của Lewisville khi mới 10 tuổi, cô bắt đầu tham gia các lớp học diễn xuất với Antonia Denardo tại Denardo Talent Ventures ở Lewisville. Sau khi làm khách mời trong một tập của Grey's Anatomy, vào năm 2011, cô đóng vai chính trong bộ phim Hallmark Hall of Fame của Beyond the Blackboard.
Vào tháng 12 năm 2013, cô nhận vai Emma Alonso, nữ chính trong loạt phim Every Witch Way, bắt đầu phát sóng vào tháng 1 năm 2014. Andino tiếp tục trở thành khách mời trong phần phụ của chương trình Học viện Wits trong 2 tập. Cô cũng là ngôi sao khách mời định kỳ trên Queen of the South. Với vai diễn này, cô đã được đề cử là Nữ diễn viên trẻ xuất sắc nhất tại Best Young Actress  lần thứ 29 Imagen Awards.

## Quay phim
| Year    | Title                 | Role                        | Notes                                   |
| ------- | --------------------- | --------------------------- | --------------------------------------- |
| 2010    | Grey's Anatomy        | Lily Price                  | Episode: "These Arms of Mine"           |
| 2011    | Beyond the Blackboard | Maria                       | TV movie                                |
| 2014    | ReactToThat           | Herself                     |                                         |
| 2014–15 | Every Witch Way       | Emma Alonso/Evil Emma       | Lead role                               |
| 2015    | Talia in the Kitchen  | Emma Alonso                 | Crossover episode: "Every Witch Lola's" |
| 2015    | WITS Academy          | Emma Alonso                 | 2 episodes                              |
| 2017    | Queen of the South    | Olivia "Chaparra" Gutiérrez | 5 episodes                              |
| 2020    | Sno Babies            | Hannah                      | Movie                                   |
| 2021    | Walker                | Delia Carillo               | Episode: "Don't Fence Me In"            |